# Marche aux championnats du monde d'athlétisme
Pour un article plus général, voir Championnats du monde d'athlétisme.
La marche athlétique fait partie des épreuves inscrites au programme des premiers championnats du monde d'athlétisme, en 1983 à Helsinki où les deux épreuves masculines se disputent sur 20 km et 50 km. La marche féminine fait sa première apparition en 1987 sur la distance du 10 km. Elle se dispute sur 20 km depuis 1999, puis sur 50 km en 2017 et 2019.
À partir de 2022, le 50 km est remplacé par le 35 km, aussi bien chez les hommes que chez les femmes.
Avec quatre médailles d'or remportées entre 2011 et 2019, la Chinoise Liu Hong détient le record de victoires féminines. Chez les hommes, l'Équatorien Jefferson Pérez (sur 20 km) et le Polonais Robert Korzeniowski (sur 50 km) sont les athlètes les plus titrés avec trois médailles d'or chacun.
Les records des championnats du monde appartiennent chez les hommes à Jefferson Pérez sur 20 km, qui établit le temps de 1 h 17 min 21 s lors des Mondiaux de 2003, et à Yohann Diniz sur 50 km avec 3 h 33 min 12 s, réalisés lors des championnats du monde de 2017. Chez les femmes, Olimpiada Ivanova détient le record des championnats sur 20 km avec le temps de 1 h 25 min 41 s, établi lors des Mondiaux de 2005, tandis que la Portugaise Ines Henriques détient le record des championnats sur 50 km avec le chrono de 4 h 05 min 56 s, réalisé lors des championnats du monde de 2017.

## Éditions
| Années | Années | 83 | 87 | 91 | 93 | 95 | 97 | 99 | 01 | 03 | 05 | 07 | 09 | 11 | 13 | 15 | 17 | 19 | 22 | 23 | Total |
| ------ | ------ | -- | -- | -- | -- | -- | -- | -- | -- | -- | -- | -- | -- | -- | -- | -- | -- | -- | -- | -- | ----- |
| Hommes | 20 km  | X  | X  | X  | X  | X  | X  | X  | X  | X  | X  | X  | X  | X  | X  | X  | X  | X  | X  | X  | 19    |
| Hommes | 35 km  |    |    |    |    |    |    |    |    |    |    |    |    |    |    |    |    |    | X  | X  | 2     |
| Hommes | 50 km  | X  | X  | X  | X  | X  | X  | X  | X  | X  | X  | X  | X  | X  | X  | X  | X  | X  |    |    | 16    |
| Femmes | 10 km  |    | X  | X  | X  | X  | X  |    |    |    |    |    |    |    |    |    |    |    |    |    | 5     |
| Femmes | 20 km  |    |    |    |    |    |    | X  | X  | X  | X  | X  | X  | X  | X  | X  | X  | X  | X  | X  | 13    |
| Femmes | 35 km  |    |    |    |    |    |    |    |    |    |    |    |    |    |    |    |    |    | X  | X  | 2     |
| Femmes | 50 km  |    |    |    |    |    |    |    |    |    |    |    |    |    |    |    | X  | X  |    |    | 2     |

## Hommes

### 20 km marche

#### Palmarès
| Édition | Or                                  | Argent                                     | Bronze                              |
| ------- | ----------------------------------- | ------------------------------------------ | ----------------------------------- |
| 1983    | Ernesto Canto 1 h 20 min 49 s       | Jozef Pribilinec 1 h 20 min 59 s           | Yevgeniy Yevsyukov 1 h 21 min 8 s   |
| 1987    | Maurizio Damilano 1 h 20 min 45 s   | Jozef Pribilinec 1 h 21 min 7 s            | José Marín 1 h 21 min 24 s          |
| 1991    | Maurizio Damilano 1 h 19 min 37 s   | Mikhail Shchennikov 1 h 19 min 46 s        | Yevgeniy Misyulya 1 h 20 min 22 s   |
| 1993    | Valentí Massana 1 h 22 min 31 s     | Giovanni De Benedictis 1 h 23 min 6 s      | Daniel Plaza 1 h 23 min 18 s        |
| 1995    | Michele Didoni 1 h 19 min 59 s      | Valentí Massana 1 h 20 min 23 s            | Yevgeniy Misyulya 1 h 20 min 48 s   |
| 1997    | Daniel García 1 h 21 min 43 s       | Mikhail Shchennikov 1 h 21 min 53 s        | Mikhail Khmelnitskiy 1 h 22 min 1 s |
| 1999    | Ilya Markov 1 h 23 min 34 s         | Jefferson Pérez 1 h 24 min 19 s            | Daniel García 1 h 24 min 30 s       |
| 2001    | Roman Rasskazov 1 h 20 min 31 s     | Ilya Markov 1 h 20 min 33 s                | Viktor Burayev 1 h 20 min 36 s      |
| 2003    | Jefferson Pérez 1 h 17 min 21 s     | Francisco Javier Fernández 1 h 18 min 0 s  | Roman Rasskazov 1 h 18 min 7 s      |
| 2005    | Jefferson Pérez 1 h 18 min 35 s     | Francisco Javier Fernández 1 h 19 min 36 s | Juan Manuel Molina 1 h 19 min 44 s  |
| 2007    | Jefferson Pérez 1 h 22 min 20 s     | Francisco Javier Fernández 1 h 22 min 40 s | Hatem Ghoula 1 h 22 min 40 s        |
| 2009    | Wang Hao 1 h 19 min 6 s             | Eder Sánchez 1 h 19 min 22 s               | Giorgio Rubino 1 h 19 min 50 s      |
| 2011    | Luis López 1 h 20 min 38 s          | Wang Zhen 1 h 20 min 54 s                  | Stanislav Emelyanov 1 h 21 min 11 s |
| 2013    | Chen Ding 1 h 21 min 9 s            | Miguel Ángel López 1 h 21 min 21 s         | João Vieira 1 h 22 min 5 s          |
| 2015    | Miguel Ángel López 1 h 19 min 14 s  | Wang Zhen 1 h 19 min 29 s                  | Benjamin Thorne 1 h 19 min 57 s     |
| 2017    | Éider Arévalo 1 h 18 min 53 s       | Sergey Shirobokov 1 h 18 min 55 s          | Caio Bonfim 1 h 19 min 4 s          |
| 2019    | Toshikazu Yamanishi 1 h 26 min 34 s | Vasiliy Mizinov 1 h 26 min 49 s            | Perseus Karlström 1 h 27 min 0 s    |
| 2022    | Toshikazu Yamanishi 1 h 19 min 7 s  | Kōki Ikeda 1 h 19 min 14 s                 | Perseus Karlström 1 h 19 min 18 s   |
| 2023    | Álvaro Martín 1 h 17 min 32 s       | Perseus Karlström 1 h 17 min 39 s          | Caio Bonfim 1 h 17 min 47 s         |

#### Records des championnats
| Temps           | Athlète           | Lieu     | Date         | Records |
| --------------- | ----------------- | -------- | ------------ | ------- |
| 1 h 20 min 49 s | Ernesto Canto     | Helsinki | 7 août 1983  |         |
| 1 h 20 min 45 s | Maurizio Damilano | Rome     | 30 août 1987 |         |
| 1 h 19 min 37 s | Maurizio Damilano | Tokyo    | 24 août 1991 |         |
| 1 h 17 min 21 s | Jefferson Pérez   | Paris    | 23 août 2003 | WR      |

### 35 km marche
| Édition | Or                            | Argent                          | Bronze                            |
| ------- | ----------------------------- | ------------------------------- | --------------------------------- |
| 2022    | Massimo Stano 2 h 23 min 14 s | Masatora Kawano 2 h 23 min 15 s | Perseus Karlström 2 h 23 min 44 s |
| 2023    | Álvaro Martín 2 h 24 min 30 s | Brian Pintado 2 h 24 min 34 s   | Masatora Kawano 2 h 25 min 12 s   |

#### Records des championnats
| Temps           | Athlète       | Lieu   | Date            | Record |
| --------------- | ------------- | ------ | --------------- | ------ |
| 2 h 23 min 14 s | Massimo Stano | Eugene | 22 juillet 2022 |        |

### 50 km marche

#### Palmarès
| Édition | Or                                  | Argent                              | Bronze                              |
| ------- | ----------------------------------- | ----------------------------------- | ----------------------------------- |
| 1983    | Ronald Weigel 3 h 43 min 8 s        | José Marín 3 h 46 min 32 s          | Sergey Yung 3 h 49 min 3 s          |
| 1987    | Hartwig Gauder 3 h 40 min 53 s      | Ronald Weigel 3 h 41 min 30 s       | Vyacheslav Ivanenko 3 h 44 min 2 s  |
| 1991    | Aleksandr Potashov 3 h 53 min 9 s   | Andrey Perlov 3 h 53 min 9 s        | Hartwig Gauder 3 h 55 min 14 s      |
| 1993    | Jesús Ángel García 3 h 41 min 41 s  | Valentin Kononen 3 h 42 min 2 s     | Valeriy Spitsyn 3 h 42 min 50 s     |
| 1995    | Valentin Kononen 3 h 43 min 42 s    | Giovanni Perricelli 3 h 45 min 11 s | Robert Korzeniowski 3 h 45 min 57 s |
| 1997    | Robert Korzeniowski 3 h 44 min 46 s | Jesús Angel García 3 h 44 min 59 s  | Miguel Rodríguez 3 h 48 min 30 s    |
| 1999    | Ivano Brugnetti 3 h 47 min 54 s     | Nikolay Matyukhin 3 h 48 min 18 s   | Curt Clausen 3 h 50 min 55 s        |
| 2001    | Robert Korzeniowski 3 h 42 min 8 s  | Jesús Angel García 3 h 43 min 7 s   | Edgar Hernandez 3 h 46 min 12 s     |
| 2003    | Robert Korzeniowski 3 h 36 min 3 s  | German Skurygin 3 h 36 min 42 s     | Andreas Erm 3 h 37 min 46 s         |
| 2005    | Sergey Kirdyapkin 3 h 38 min 8 s    | Aleksey Voyevodin 3 h 41 min 25 s   | Alex Schwazer 3 h 41 min 54 s       |
| 2007    | Nathan Deakes 3 h 43 min 53 s       | Yohann Diniz 3 h 44 min 22 s        | Alex Schwazer 3 h 44 min 38 s       |
| 2009    | Trond Nymark 3 h 41 min 16 s        | Jesús Ángel García 3 h 41 min 37 s  | Grzegorz Sudoł 3 h 42 min 34 s      |
| 2011    | Denis Nizhegorodov 3 h 42 min 45 s  | Jared Tallent 3 h 43 min 36 s       | Si Tianfeng 3 h 44 min 40 s         |
| 2013    | Robert Heffernan 3 h 37 min 56 s    | Jared Tallent 3 h 40 min 3 s        | Ihor Hlavan 3 h 40 min 39 s         |
| 2015    | Matej Tóth 3 h 40 min 32 s          | Jared Tallent 3 h 42 min 17 s       | Takayuki Tanii 3 h 42 min 55 s      |
| 2017    | Yohann Diniz 3 h 33 min 12 s        | Hirooki Arai 3 h 41 min 17 s        | Kai Kobayashi 3 h 41 min 19 s       |
| 2019    | Yūsuke Suzuki 4 h 4 min 20 s        | João Vieira 4 h 4 min 59 s          | Evan Dunfee 4 h 5 min 2 s           |

#### Records des championnats
| Temps           | Athlète             | Lieu     | Date             | Records |
| --------------- | ------------------- | -------- | ---------------- | ------- |
| 3 h 43 min 8 s  | Ronald Weigel       | Helsinki | 12 août 1983     |         |
| 3 h 40 min 53 s | Hartwig Gauder      | Rome     | 5 septembre 1987 |         |
| 3 h 36 min 3 s  | Robert Korzeniowski | Paris    | 27 août 2003     | WR      |
| 3 h 33 min 12 s | Yohann Diniz        | Londres  | 13 août 2017     | CR      |

## Femmes

### 10 km marche
L'édition 1997 se dispute sur piste, sur 10 000 m.

#### Palmarès
| Édition | Or                             | Argent                            | Bronze                               |
| ------- | ------------------------------ | --------------------------------- | ------------------------------------ |
| 1987    | Irina Strakhova 44 min 12 s    | Kerry Saxby-Junna 44 min 23 s     | Yan Hong 44 min 42 s                 |
| 1991    | Alina Ivanova 42 min 57 s      | Madelein Svensson 43 min 13 s     | Sari Essayah 43 min 13 s             |
| 1993    | Sari Essayah 42 min 59 s       | Ileana Salvador 43 min 8 s        | Encarna Granados 43 min 21 s         |
| 1995    | Irina Stankina 42 min 13 s     | Elisabetta Perrone 42 min 16 s    | Yelena Nikolayeva 42 min 20 s        |
| 1997    | Annarita Sidoti 42 min 55 s 49 | Olga Kardopoltseva 43 min 30 s 20 | Valentina Tsybulskaya 43 min 49 s 24 |

#### Records des championnats
| Temps       | Athlète         | Lieu     | Date               |
| ----------- | --------------- | -------- | ------------------ |
| 44 min 12 s | Irina Strakhova | Rome     | 1er septembre 1987 |
| 42 min 57 s | Alina Ivanova   | Tokyo    | 24 août 1991       |
| 42 min 13 s | Irina Stankina  | Göteborg | 7 août 1995        |

### 20 km marche

#### Palmarès
| Édition | Or                                | Argent                                   | Bronze                                |
| ------- | --------------------------------- | ---------------------------------------- | ------------------------------------- |
| 1999    | Liu Hongyu 1 h 30 min 50 s        | Wang Yan 1 h 30 min 52 s                 | Kerry Saxby-Junna 1 h 31 min 18 s     |
| 2001    | Olimpiada Ivanova 1 h 27 min 48 s | Valentina Tsybulskaya 1 h 28 min 49 s    | Elisabetta Perrone 1 h 28 min 56 s    |
| 2003    | Yelena Nikolayeva 1 h 26 min 52 s | Gillian O'Sullivan 1 h 27 min 34 s       | Valentina Tsybulskaya 1 h 28 min 10 s |
| 2005    | Olimpiada Ivanova 1 h 25 min 41 s | Ryta Turava 1 h 27 min 5 s               | Susana Feitor 1 h 28 min 44 s         |
| 2007    | Olga Kaniskina 1 h 30 min 9 s     | Tatyana Shemyakina 1 h 30 min 42 s       | María Vasco 1 h 30 min 47 s           |
| 2009    | Olive Loughnane 1 h 28 min 58 s   | Liu Hong 1 h 29 min 10 s                 | Anisya Kirdyapkina 1 h 30 min 9 s     |
| 2011    | Liu Hong 1 h 30 min 0 s           | Elisa Rigaudo 1 h 30 min 44 s            | Qieyang Shenjie 1 h 31 min 14 s       |
| 2013    | Liu Hong 1 h 28 min 10 s          | Sun Huanhuan 1 h 28 min 32 s             | Elisa Rigaudo 1 h 28 min 41 s         |
| 2015    | Liu Hong 1 h 27 min 45 s          | Lü Xiuzhi 1 h 27 min 45 s                | Lyudmyla Olyanovska 1 h 28 min 13 s   |
| 2017    | Yang Jiayu 1 h 26 min 18 s        | María Guadalupe González 1 h 26 min 19 s | Antonella Palmisano 1 h 26 min 36 s   |
| 2019    | Liu Hong 1 h 32 min 53 s          | Qieyang Shenjie 1 h 33 min 10 s          | Yang Liujing 1 h 33 min 17 s          |
| 2022    | Kimberly García 1 h 26 min 58 s   | Katarzyna Zdziebło 1 h 27 min 31 s       | Qieyang Shenjie 1 h 27 min 56 s       |
| 2023    | María Pérez 1 h 26 min 51 s       | Jemima Montag 1 h 27 min 16 s            | Antonella Palmisano 1 h 27 min 26 s   |

#### Records des championnats
| Temps           | Athlète           | Lieu     | Date         | Record |
| --------------- | ----------------- | -------- | ------------ | ------ |
| 1 h 30 min 50 s | Liu Hongyu        | Séville  | 27 août 1999 |        |
| 1 h 27 min 48 s | Olimpiada Ivanova | Edmonton | 9 août 2001  |        |
| 1 h 26 min 52 s | Yelena Nikolayeva | Paris    | 24 août 2003 |        |
| 1 h 25 min 41 s | Olimpiada Ivanova | Helsinki | 7 août 2005  |        |

### 35 km marche

#### Palmarès
| Édition | Or                              | Argent                            | Bronze                             |
| ------- | ------------------------------- | --------------------------------- | ---------------------------------- |
| 2022    | Kimberly García 2 h 39 min 16 s | Katarzyna Zdziebło 2 h 40 min 3 s | Qieyang Shenjie 2 h 40 min 37 s    |
| 2023    | María Pérez 2 h 38 min 40 s     | Kimberly García 2 h 40 min 52 s   | Antigóni Drisbióti 2 h 43 min 22 s |

#### Records des championnats
| Temps           | Athlète         | Lieu   | Date            | Record |
| --------------- | --------------- | ------ | --------------- | ------ |
| 2 h 25 min 41 s | Kimberly García | Eugene | 22 juillet 2022 |        |

### 50 km marche

#### Palmarès
| Édition | Or                            | Argent                    | Bronze                          |
| ------- | ----------------------------- | ------------------------- | ------------------------------- |
| 2017    | Inês Henriques 4 h 5 min 56 s | Yin Hang 4 h 8 min 58 s   | Yang Shuqing 4 h 20 min 49 s    |
| 2019    | Liang Rui 4 h 23 min 26 s     | Li Maocuo 4 h 26 min 40 s | Eleonora Giorgi 4 h 29 min 13 s |

#### Records des championnats
| Temps          | Athlète        | Lieu    | Date         | Record |
| -------------- | -------------- | ------- | ------------ | ------ |
| 4 h 5 min 56 s | Inês Henriques | Londres | 13 août 2017 | WR     |